# Cape North Lighthouse
Cape North Lighthouse ist ein Leuchtturm auf Cape Breton Island in Kanada. Er wurde benannt nach dem Cape North, der nördlichen Spitze von Cape Breton Highlands der Hochebene in der Provinz Nova Scotia, wurde aber ca. 1,5 Meilen südöstlich davon errichtet.

## Geschichte und Konstruktion
1. Generation
Der erste Leuchtturm entstand 1874/75 im Zusammenhang mit dem ersten Telegraphen-Seekabel zwischen Cape Ray auf Neufundland und der Aspy Bay auf der Cape North-Halbinsel. Das gesamte Gebäude wurde für $3.970 errichtet und der erste Leuchtturmwärter wurde für ein jährliches Einkommen von $400 eingestellt. Seit 1908 wurde auch ein Nebelhorn betrieben.
2. Generation
Der Leuchtturm an dieser Stelle wurde im Jahr 1911 in Betrieb genommen. Es war der gusseiserne Turm von Cape Race Lighthouse, den man im Jahre 1907 durch einen 29 Meter hohen Betonturm mit einer Fresnel-Linse ersetzt hat. Die Kennung besteht aus einem weißen Blitz im Abstand von 7,5 Sekunden. Zusätzlich gibt es ein Nebelhorn mit zwei Tönen alle 60 Sekunden. Er hatte eine schachbrettförmige rot-weiße Farbgebung um den zylindrischen Turm mit einer roten Laterne. Der Leuchtturm war bis 1980 auf dem Cape North in Betrieb und kam zum kanadischen Science and Technology Museum nach Ottawa.
3. Generation
Er wurde 1980 ersetzt durch einen weißen, quadratisch sich verjüngenden hölzernen Turm mit zwei roten Bändern und roter runder Laterne. Als Anbau befand sich daneben ebenerdig das Maschinenhaus.
4. Generation
2010 wurde durch die kanadische Coast Guard der 30 Jahre alte Turm und die restlichen Gebäude zurückgebaut und durch einen modernen quadratischen Gitter-Turm mit dem Leuchtfeuer und in rot-weiß rot als Tag-Markierung des Cape North ersetzt.

## Leuchtturmwärter
- John McKinnon (1874–1885)
- Kenneth McKinnon (1885–1886)
- John McDonald (1886–1899)
- Norman McLeod (1899–1913)
- J.G. McAskill (1911 – mindestens 1937)
- Murdock McPherson (1914–1920)
- John E. Gwynn (bis 30. September 1987)